# 斯派斯蘭鎮區 (印地安納州亨利縣)
斯派斯蘭鎮區（英語：Spiceland Township）是位於美國印地安納州亨利縣的一個行政鎮區。

## 地方資料
根據2010年美國人口普查的數據，斯派斯蘭鎮區的面積為57.80平方千米，當中陸地面積為57.60平方千米，而水域面積為0.20平方千米。當地共有人口2279人，而人口密度為每平方千米39.43人。